# Seeking Major Tom
Seeking Major Tom je čtvrté studiové album Williama Shatnera, vydané v říjnu 2011 u Cleopatra Records.

## Seznam skladeb
| Pořadí         | Název                       | Autor                                  | Délka |
| -------------- | --------------------------- | -------------------------------------- | ----- |
| 1.             | Major Tom (Coming Home)     | Schilling                              | —     |
| 2.             | Space Oddity                | Bowie                                  | —     |
| 3.             | In a Little While           | Bono, Clayton, The Edge, Mullen        | —     |
| 4.             | Space Cowboy                | Miller, Sidran                         | —     |
| 5.             | Space Truckin'              | Blackmore, Gillan, Glover, Lord, Paice | —     |
| 6.             | Rocket Man                  | John, Taupin                           | —     |
| 7.             | She Blinded Me with Science | Dolby, Kerr                            | —     |
| 8.             | Walking on the Moon         | Sting                                  | —     |
| 9.             | Spirit in the Sky           | Greenbaum                              | —     |
| 10.            | Bohemian Rhapsody           | Mercury                                | —     |
| 11.            | Silver Machine              | Calvert, Brock                         | —     |
| 12.            | Mrs. Major Tom              | Andersen                               | —     |
| 13.            | Empty Glass                 | The Tea Party                          | —     |
| 14.            | Lost in the Stars           | Weill, Anderson                        | —     |
| 15.            | Learning to Fly             | Gilmour, Moore, Ezrin, Carin           | —     |
| 16.            | Mr. Spaceman                | McGuinn                                | —     |
| 17.            | Twilight Zone               | Kooymans                               | —     |
| 18.            | Struggle                    | Shatner, Hamilton                      | —     |
| 19.            | Iron Man                    | Iommi, Osbourne, Butler, Ward          | —     |
| 20.            | Planet Earth                | Le Bon, Rhodes, Taylor, Taylor, Taylor | —     |
| Celková délka: | Celková délka:              | Celková délka:                         | 95:13 |